# Estadio Distrital Hermes Barros Cabas
El Estadio Distrital Hermes Barros Cabas es el diamante de béisbol de la ciudad de Bogotá. 
También suele ser llamado el Diamante de béisbol de El Salitre.
Se encuentra ubicado sobre la Avenida 68, costado occidental, justo en frente del puente peatonal que colinda con el Parque Metropolitano Simón Bolívar. Es administrado por el Instituto Distrital de Recreación y Deporte (I.D.R.D.). Tiene capacidad para recibir a 1200 espectadores.

## Historia
El estadio de béisbol de la Unidad Deportiva El Salitre fue construido en 1974 y recibió el nombre de "Hermes Barros Cabas" el 19 de agosto de 2005 a través del acuerdo 160 del Concejo de Bogotá, en homenaje al dirigente deportivo, fallecido en 2004. Fue remodelado en el  2010.

## Clubes de béisbol en Bogotá
El Estadio fue entregado en comodato a la Liga de Béisbol de Bogotá por el I.D.R.D., los clubes de béisbol de la ciudad de Bogotá son:
| Nombre del Club       | Reconocimiento Deportivo No | Teléfono   | WEB                                       |
| --------------------- | --------------------------- | ---------- | ----------------------------------------- |
| Atléticos             | 0341                        | 3173144288 | www.atleticosdeciudadela.com.co           |
| Cachorros del sur     | 0197                        |            |                                           |
| Clasicc               | 0192                        |            |                                           |
| Club Dragones         | 0105                        | 3107777377 | www.clubdragones.com                      |
| Halcones de Bogotá    | 0191                        |            |                                           |
| Ecopetrol Empresarial | 0079                        |            |                                           |
| Indios de la Sabana   | 0460                        |            |                                           |
| Pumas de la Sabana    | 0367                        | 3002163753 | https://www.facebook.com/pumasdelasabana/ |
| Yankees de Montes     | 0418                        |            |                                           |
| Águilas capitalinas   |                             |            |                                           |